# شن جيان
شن جيان (بالصينية: 沈劍) هو لاعب جمباز فني صيني، ولد في 1975.

## وصلات خارجية
- شن جيان على موقع أوليمبيديا (الإنجليزية)